# Курорт-Дарасун
Куро́рт-Дарасу́н (рос. Курорт-Дарасун) — селище міського типу у складі Каримського району Забайкальського краю, Росія. Адміністративний центр Курорт-Дарасунського міського поселення.

## Населення
Населення — 3120 осіб (2010; 3423 у 2002).